# Eibach (Dillenburg)
Eibach is een plaats in de Duitse gemeente Dillenburg, deelstaat Hessen, en telt 1259 inwoners (2005).

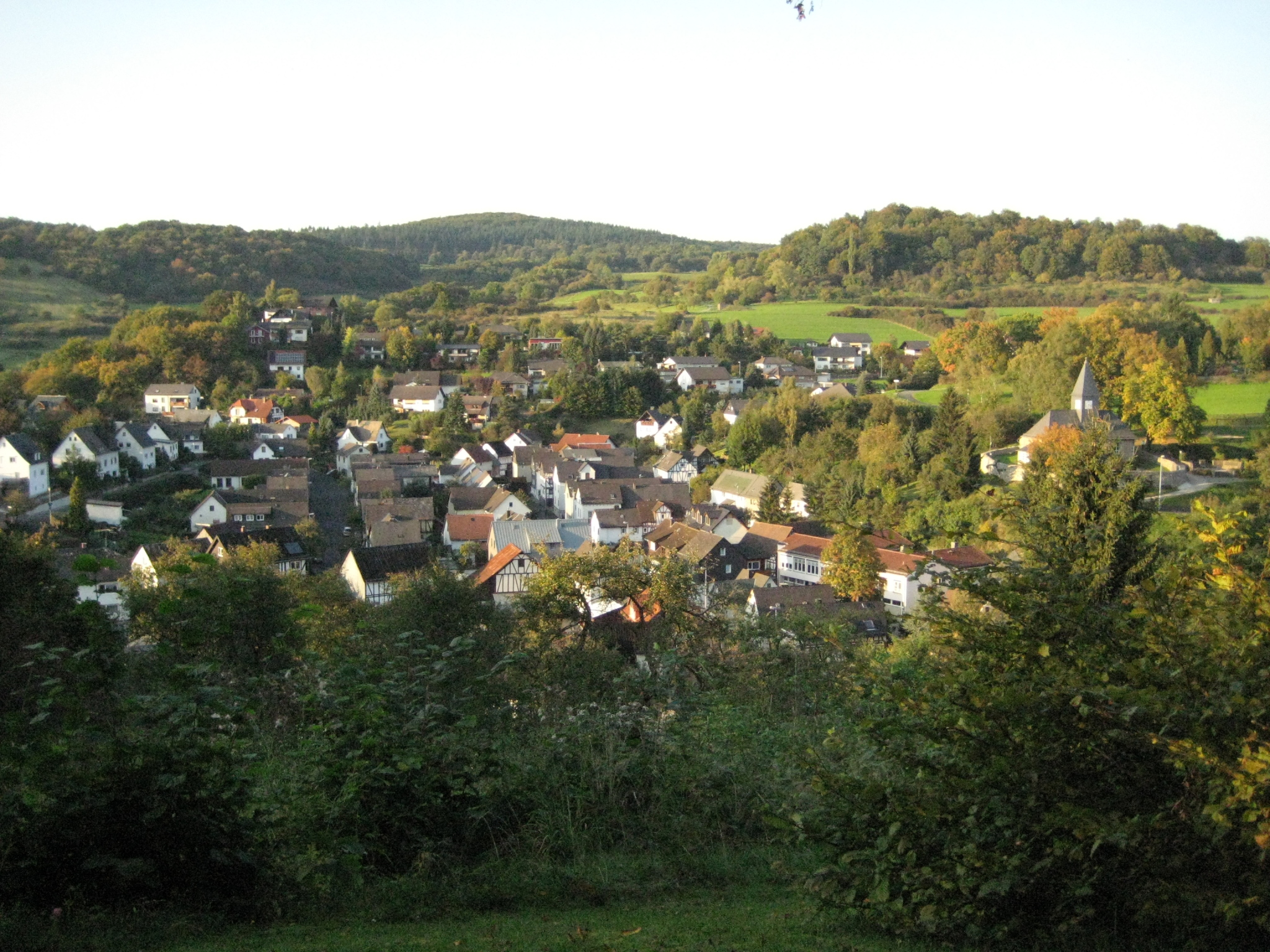
Luchtfoto